# 河田直也
河田 直也（かわた なおや、1974年4月23日 - ）は、毎日放送（MBS）所属のアナウンサー。同局のアナウンサー室では、主事（係長級）などの役職を経て、2021年の時点でアナウンス部次長を務めている。

## 来歴・人物
兵庫県神戸市の出身で、血液型はB型。
カナダ・ケベック州のインターナショナルスクールを経て、立命館大学政策科学部へ進学。大学時代には一時、ラグビーの同好会に所属していた。
大学卒業後の1999年に、松川浩子と共に、アナウンサーとして毎日放送へ入社した。元々は、テレビ局でスポーツに関する仕事に携わることを志望。必ずしもアナウンサーにこだわっていなかったため、学生時代にアナウンス技術を一切学んでいなかったが、アナウンサー志望の知人からの手ほどきを受けながらアナウンサー試験に挑戦したという。ちなみに、毎日放送の前には、日本テレビとテレビ朝日のアナウンサー試験を受験。日本テレビの試験でカメラテストにまで残ったことから、地元局である毎日放送と朝日放送（当時）のアナウンサー試験も受けたところ、スポーツ実況要員として毎日放送に採用された。入社後の研修責任者は平松邦夫で、毎日放送のアナウンサー試験で同席していた石井亮次（当時は平松の母校・同志社大学の学生）とは、石井がアナウンサーとして中部日本放送（現在のCBCテレビ）へ入社してからも親交が深い。
もっとも実際には、スポーツアナウンサーとしての活動期間は短く、テレビの情報番組（『ちちんぷいぷい』『知っとこ!』など）を中心に出演。一時は、ラジオパーソナリティとしても活動していた。2010年10月から『ちちんぷいぷい』で毎週木曜日（2020年度のみ毎週金曜日）に放送している紀行ロケ企画「昔の人は偉かった」では、週1回のロケで同年代のくっすんとともに1日10km以上の道程を歩きながら、「歴史ポイント」（ロケ中に訪れる名所旧跡・神社仏閣）の解説、（ロケ中に脚の痛みや疲労を訴えがちな）くっすんのフォロー、スタジオでのコーナー進行・ロケ報告などの役割を担っていた。
母親は宝塚歌劇団卒業生の華かおり。2007年10月13日には、『ちちんぷいぷい』のディレクターと結婚。いずれも、同番組で『世界一周』への出発の模様を中継した際に、関西国際空港からの生中継に登場している。2012年5月には、第1子（男児）を授かったことを同番組で公表した。また、一時は大月勇（後にラジオ営業部を経てラジオ制作センター）、大八木友之（後に報道局を経てJNNパリ支局長）、後輩アナウンサーの山中真らと社内でフットサル部に所属。長らく『ちちんぷいぷい』で共演していた先輩アナウンサー・西靖とは、ウクレレ部に所属している。
ちなみに、『ちちんぷいぷい』などの番組で共演する機会が多い山中と同じく、番組へ登場する際には「アナウンサーの河田直也です」と紹介することが多い。毎日放送の海外研修で山中がインドへ滞在した2011年1月〜3月中旬には、山中のレギュラー番組を事実上引き継いでいた。また、2010年4月からは、MBSラジオで『河田直也&桜井一枝のうきうき土曜リクエスト』（『西靖&桜井一枝のわくわく土曜リクエスト』の後継番組）のパーソナリティを担当。西と同じく、7年間にわたって桜井の相手役を務めた。
その一方で、スポーツ担当を離れてからも、『みんなの甲子園』や全国高校ラグビー大会のダイジェスト番組でキャスターを歴任。2012年4月からは『ちちんぷいぷい』内の部署である「ちちんぷいぷい運動部」の副キャプテンに任命されると、2013年4月から2014年10月までは、『カワスポ』（MBSテレビのスポーツ情報番組）のメインキャスターを務めた。さらに、毎日放送が出資した映画『あしたのジョー』（2011年版）には、ボクシングの実況アナウンサー役で出演。ちなみに、『あしたのジョー』の実況シーンでは、休日だったにもかかわらず撮影に立ち会っていた香川照之（丹下段平役で出演）からボクシング通ならではのアドバイスを直々に受けている。
2014年4月以降の『ちちんぷいぷい』では、「昔の人は偉かった」への出演を続けながら、金曜日で西と共にパーソナリティ（総合司会）を担当。2016年4月からは、金曜日に単独でパーソナリティを務めていた。
長期留学を経験していたこともあって、英会話が堪能。自身の出演番組では、映画宣伝で来日した海外の俳優・女優に、英語でのインタビュアーを務めることが多い。2007年8月に開催された世界陸上大阪大会の開会式（長居陸上競技場）では、毎日放送が地元局として大会の中継に携わった関係で、場内での英語アナウンスを担当した。また、「顔立ちが似ている」との理由で、イ・ビョンホンとのインタビューを数回経験。彼が2009年に生放送中の『ちちんぷいぷい』のスタジオへ出演した際には、エスコート役を務めた。ロンドンオリンピック (2012年)やソチオリンピック (2014年)の期間中には、同番組向けの周辺取材リポーターとして、開催地に派遣されている。
2011年からは、『ちちんぷいぷい』完全プロデュースのCDシングルの発売日に、『THE NAKAJIMA HIROTO SHOW 802 RADIO MASTERS』（『ちちんぷいぷい』と放送時間が重複するFM802の生放送番組）の17時台前半にゲストで出演。出演パートでは、両番組の間で、テレビ・ラジオによるサイマル放送を実施している（詳細は「THE NAKAJIMA HIROTO SHOW 802 RADIO MASTERS#放送時間」を参照）。このうち、2010年10月から参加していた「未来の花束」のリリースキャンペーンでは、「オリコンウィークリーチャート初登場で10位以内に入らなければ、1日だけ“おしゃれパーマ”姿で『ちちんぷいぷい』に出る」と公約した。オリコンデイリーチャートでは10位を獲得したことがあったものの、11月14日付けオリコンウィークリーチャートでは14位にとどまったことが判明。公約通りパーマをかける羽目になった。
2017年には、『ちちんぷいぷい』のレギュラー出演者から、山中・松川浩子・大吉洋平・豊崎由里絵（いずれも後輩アナウンサー）と共に、3月12日（日曜日）開催の「第5回淀川寬平マラソン」（同番組金曜レギュラーの間寛平が主宰するマラソン大会）の「42.195km駅伝」へ出場することを計画。実際には、大会当日にロケ取材へ出ることが急遽決まったため、広瀬駿（気象予報士）が自身に代わって出場した。翌2018年5月29日（火曜日）には、かつて総合司会を務めた吉本陸上競技会（万博記念競技場で2001年から年に1回開催）に、大会史上初めて「ちちんぷいぷいチーム」の選手として参加。6区間で構成された「10km駅伝」でアンカー（6区：2km）を任されたほか、「100m走」で塚原直貴などと対戦した。
2019年には、4月改編から、『ちちんぷいぷい』で水・木曜日のMC（メインキャスター）も担当。また、毎日放送が主催する「サントリー1万人の第九」のアンバサダー（親善大使）や司会を任されている。2020年には、4月改編から『ちちんぷいぷい』のMC担当日を木・金曜日へ戻す一方で、3月16日からYouTube上に開設している毎日放送アナウンサー室公式チャンネルの「管理人」として配信専用動画の企画・編集業務を担っている。
『ちちんぷいぷい』は2021年3月12日（金曜日）放送分で21年半の歴史に幕を下ろしたが、同月29日（月曜日）からは、平日の15:40 - 19:00に放送される『よんチャンTV』（よんチャンテレビ）で全曜日の「パーソナリティ」（総合司会）として再スタートを切った。毎日放送では『ちちんぷいぷい』の終了を機に、同番組の放送枠の大半（『よんチャンTV』の前枠）を『ゴゴスマ』（石井がフリーアナウンサーとしてMCを務めるCBCテレビ制作の情報番組）の同時ネットに充てたことから、毎日放送のみで流れる『ゴゴスマ』の告知映像には河田と石井が揃って登場。就職活動中に撮影された集合写真も使われている。
その一方で、「新日本放送」時代の1959年3月1日からテレビ放送事業とラジオ放送事業を兼営してきた毎日放送は、2021年4月1日付でラジオ放送事業を「株式会社MBSラジオ」へ移管。毎日放送は移管を機にテレビ単営局へ移行したが、河田はアナウンス職のまま同社の総合編成局（移管と同時に新設）へ在籍する一方で、株式会社MBSラジオが制作・放送する番組にも「MBSアナウンサー」として出演している。
毎日放送ではテレビ単営局への移行を機に、テレビ放送のコールサインを「JOOR-DTV」から「JOOY-DTV」に変更したため、変更時刻（4月1日の0:00）の前後に『らいよんチャンネル』（本来は番宣番組）を特別に放送。河田は、『よんチャンTV』のPRを兼ねて同番組のスタジオセットで収録された映像を通じて、コールサインの変更を「らいよんチャン」（同番組のマスコットキャラクター兼毎日放送のステーションキャラクター）と共に伝えた。
『よんチャンTV』には第1回から2021年6月10日（木曜日）放送分まで毎日出演していたが、翌11日（金曜日）の午前中に高熱が出たことからPCR検査を受けたところ、新型コロナウイルスへ感染していることが同番組の本番前に判明。11日から2回のPCR検査で陰性が確認されるまでは、他の番組を含めて出演を見合わせていた。7月5日（月曜日）から『よんチャンTV』に復帰。復帰に際しては、感染の影響で肺炎を発症したほか、全身の倦怠感が続いたことを明かしている。
なお、『よんチャンTV』では2022年の初頭に、フルマラソン未経験の河田を大阪マラソン・フルマラソンの部に出場させる企画を立ち上げていた。この年の大阪マラソンは「第10回大阪マラソン・第77回びわ湖毎日マラソン統合大会」として2月27日（日曜日）に開催されたものの、新型コロナウイルスへの感染が再び拡大していたことから、河田が参加を予定していた一般の部は開催の直前に中止された。しかし、2023年の第11回大会（2月26日開催）から一般ランナーの参加が2019年（第9回大会）以来4年振りに認められたことを受けて、河田の挑戦企画を同年の1月末から再開。再開に際しては、「昨年（2022年）は（体調が万全でなかったので、一般の部が開催の直前で）中止になったことで安心した。今年（2023年）は（昨年ほど自分の）体調に不安がないが、自分の周囲にも新型コロナウイルス感染の後遺症でしんどい思いをされている方が結構いるので、そのような人々に対して『感染しても元気になる』というエールを贈るつもりで走りたい」と述べていた。平日の全曜日に『よんチャンTV』の関西ローカルパートを1日につき3時間近く進行しながら練習に取り組んでいたことから、実際の練習では最長で13kmまでしか走れなかったものの、大会では48歳にして5時間44分18秒というタイムで完走している。

### 「河田直也の60日間ほぼ世界一周 昔の人は偉かったザ・ワールド」
2011年7月11日の『ちちんぷいぷい』で、『60日間世界一周の旅』（2010年6月から8月にかけて西靖が挑戦した企画）の第2弾として、『河田直也の60日間ほぼ世界一周 昔の人は偉かったザ・ワールド』（以下、『世界一周』）を実施することを発表。同年7月25日に、関西空港からハワイに向けて出発した。その後は、ペルー・エクアドル・ブラジル・イギリス・アイスランド・フランス・マダガスカル・エチオピア・エジプト・ブルガリア・ルーマニア・スペイン・ネパール・ベトナム・中華人民共和国・ラオス・オーストラリアの各国を渡りながら、滞在先から同番組や『河田直也&桜井一枝のうきうき土曜リクエスト』（MBSラジオ、河田の代理として山中がパーソナリティを担当）向けにリポート。同年9月23日に帰阪した。
渡航先では、『ちちんぷいぷい』総合司会の角淳一（当時）や西から放送で突然伝えられるテーマに沿って、得意の英語や現地の言葉を交えながらVTR取材や生中継リポートを担当していた。河田の帰阪当日には、秋分の日と重なったにもかかわらず、祝日に休むことが多い同番組を特別に編成。帰阪の模様を中継したほか、同番組スタジオへの帰還の模様を放送した。なお、2011年11月2日には、世界一周の模様を収めたムック「河田直也の60日間ほぼ世界一周」をぴあから刊行した。
ちなみに角は、水彩画初心者の河田に対して、行く先々の風景を滞在先1ヶ所につき1枚の水彩画で描くことを要望。河田も、出発前に増山修（スタジオジブリ出身の背景画家）から指導を受けたうえで、『世界一周』の期間中に水彩画を描き続けた。渡航当初は、空を広く描く割に滞在先の特色をほとんど反映していないほど平坦な画風のため、同番組出演者からの評判は往々にして芳しくなかった。しかし、名越康文や女子美術大学を卒業した当時の後輩アナウンサー・吉竹史（いずれも『ちちんぷいぷい』レギュラー）から描き方のアドバイスを受けたこともあって、描き続けるうちに同番組の出演者（特に西）からの評価が変化した。
『世界一周』帰阪前日の『ちちんぷいぷい』では、平成23年台風第12号の被災自治体・関係機関へ収益を寄付することを目的に、河田が旅先で描いた絵から5作品をあしらった“世界の水彩画Tシャツ”（全500枚・各種類100枚限定）を中之島公園（大阪市北区）において1枚1,000円で販売することを視聴者に告知。帰阪の当日に販売したところ、『ちちんぷいぷい』の放送中に完売した。

### 「花の応援マン」
英語が堪能でスポーツアナウンサーとしての経験もあることから、ロンドン・ソチ両オリンピックの期間中には、毎日放送代表の取材リポーター「花の応援マン」として会場に派遣。応援団風の学生服姿で、日本代表への応援企画を展開するかたわら、『ちちんぷいぷい』を中心とするテレビ・ラジオ番組向けに会場の「周辺」を取材していた。
毎日放送には、国際的なスポーツ競技大会において、会場内部の取材席やプレスルームなどでの取材許可証を与えられていないことが多い。このため、河田が取材できる範囲は、許可証の対象から外れた「周辺」や会場のある地域に限られていた。しかし河田は、取材で派遣されるたびに、「一般客」の立場で注目競技の入場券を確保。会場で競技の模様を独自に撮影・収録しないことを条件に、「一般客」の1人として競技を観戦したうえで、観戦後に会場の外からリポートを送っていた。ソチオリンピックのフィギュアスケート・男子シングル種目では、ショートプログラムを会場の上段席で見届けたにもかかわらず、翌日開催のフリープログラムでチケットの入手に失敗。結果として、羽生結弦の金メダル獲得の瞬間を見逃してしまった。ただし、会場で観戦できない競技でも、パブリックビューイングなどで観戦した模様をリポートで伝えることがあった。
また、競技取材の合間には、会場のある街ならではの施設・サービス・風景・家庭・風習などを幅広く取材。さらに、取材先では、日本代表の選手や関係者にたびたび遭遇している。『ちちんぷいぷい』などの番組では、このような独自取材を基に、取材許可証を有するNHKや在京民放局とは趣の異なる内容のリポートを連日放送。ソチオリンピックの期間中には、『ちちんぷいぷい』向けの街頭取材中に、同オリンピック組織委員会のスタッフから「逆取材」を受けた。
さらに、日本代表への応援企画では、寄せ書き用の白い布とオリジナルのピンバッジを持参。会場近辺に住む日本人や、会場で出会った観客に呼び掛けたうえで、白い布に日本代表への応援メッセージを書かせていた。また、会場や取材で出会った一般人にピンバッジを進呈したり、手持ちのピンバッジを交換したりしていた。
なお、2016年のリオデジャネイロオリンピックでは、『ちちんぷいぷい』のレギュラー陣から山中・廣田遥（元トランポリン女子日本代表）・遠山奨志（毎日放送野球解説者）を「花の応援マンinリオ」として周辺取材へ派遣。同番組金曜日の総合司会などを務める河田から、上記の衣装や企画を引き継いでいた。

## 出演映画・作品

### 現在の出演番組
- MBSニュース（テレビ・ラジオとも不定期で担当、『よんチャンTV』への出演期間中は一時離脱）
  - テレビでは、2016年度までの土曜日には、当時放送されていた『うきうき土曜リクエスト』の本番前に、『JNNニュース』の関西ローカルパート（11時台）へ出演することがあった。2020年度には、日曜深夜～月曜早朝の宿直勤務を随時担当。
    - 「平成」に代わる元号の発表が予定されていた2019年4月1日（月曜日）には、12:55 - 13:00に臨時で編成された単独番組分[15]で、新しい元号が「令和」に決まったことを伝えた。

  - ラジオでは2020年度に、主に「ネットワークトゥデイ」（『上泉雄一のええなぁ!』17時台のニュース）の水曜分を担当していた。

毎日放送が在阪局でいち早く国際連合の「SDGメディア・コンパクト」へ参加していることを背景に、テレビ・ラジオ兼営局時代の2020年10月からは、国際連合が定める「SDGs17の目標」を啓発するアナウンサー企画のリーダーも務めている。
「SDGsのススメ」（2020年10月19日から2021年3月1日まで『ちちんぷいぷい』で毎週月曜日に放送されていたロケ企画）では、17番目の目標（「パートナーシップで目標を達成しよう」）関連の取材を予定していた。しかし、実際には初回放送分のロケ（国連大学内で収録）で根本かおる（国際連合東京広報センター所長、かつては「曽根かおる」名義でアナウンサーとしてテレビ朝日に勤務）と対談するだけにとどまった。『ちちんぷいぷい』の終了後は、メインパーソナリティを務める『よんチャンTV』内で5秒間放送される「みんなでやろう!SDGs」で、17番目の目標達成に向けた標語紹介のVTRに登場。

#### テレビ
- よんチャンTV（2021年3月29日 -  ） - メインパーソナリティ
  - 2024年には、毎日放送が6月24日から7月12日までの平日に『THE TIME,』（TBSテレビ制作の全国ネット向け生放送番組）の一部（午前6時台の大半）を『よんチャンTVモーニング in THE TIME,』（3週間限定の関西ローカル向け番組）へ差し替えることを受けて、『よんチャンTVモーニング』全曜日のMCと「MBS推しチャン乗り換えキャンペーン」の「宣伝隊長」を任されている。この期間には『よんチャンTV』へ出演せず、『 - モーニング』のMC（後輩アナウンサー・海渡未来との共同進行）と「河田の関西2府4県PR旅」（「MBS推しチャン乗り換えキャンペーン」と連動したPR企画）のロケに事実上専念。

#### ラジオ
- コトノハ（不定期で出演）
  - 「コトノハ」（言葉）にこだわった毎日放送アナウンサー室制作の事前収録番組で、2021年10月4日から毎週月曜日（2023年9月25日までは21:45 - 22:00 → 同年10月2日以降は21:30 - 21:45）に放送。

### 過去の出演番組

#### テレビ
- MBSマンスリーリポート - テレビでのデビュー番組で、同期入社の松川と共に、自己紹介を兼ねて出演。
- ちちんぷいぷい　
  - 2010年4月からは、木曜日17時台に放送されるVTRコーナー（同年10月以降は「昔の人は偉かった」）を中心に出演。「河田直也の60日間ほぼ世界一周 昔の人は偉かったザ・ワールド」期間中にも、渡航先から生中継かVTRリポートで随時登場していた。
  - 世界一周から帰国後の2010年10月からは、近畿地方を中心に行楽地やホテルを紹介する「水曜生中継」のリポーターも兼務。2012年のロンドンオリンピック期間中には、「花の応援マン」という肩書で周辺取材リポーターを務めた。ソチオリンピックの期間中にも、開催地のソチで取材を担当した。
  - 2011年には、山崎製パンとのコラボレーション企画で、関西・期間限定商品「ランチパック　トマトジャム&トマト風味ホイップ」をプロデュース。2012年1月23日から3月31日までの約2ヶ月間で、117万5,598個を売り上げた。2013年にも、UHA味覚糖とのコラボレーション商品「ぷいぷい飴」で、「うれしい春におめで糖　満開桜ミルクあめ」のプロデュースを手掛けた。
  - 2014年4月からは、木曜日で「昔の人は偉かった」への出演を続けながら、金曜日に15時台前半からエンディングまで総合司会を担当。水曜日には、「水曜のびのび生中継」（月1回）→　「家族で行きたい生中継」（毎週）のリポーターを務めている。
  - 2016年4月からは、「昔の人は偉かった」「家族で行きたい生中継」のリポーターを続けながら、金曜日に全編の総合司会を務めていた。過去にも総合司会の代役を経験しているが、2017年3月で生中継のレギュラーリポーターを勇退。勇退後も、水・金曜日に生中継やロケ企画を実施する場合には、不定期でリポーターを務めていた。
  - 2015・2016年には、「昔の音は偉かった」（「昔の人は偉かった」から派生したクラシックコンサート）で、くっすんと共に司会を務めていた。
  - 2019年度には、水 - 金曜日のMCを担当する一方で、木曜日に「昔の人は偉かった」「今日のダレ? WHO ARE YOU?スペシャル　河田直也のお茶する前に手をつないでいいですか?」といったコーナーの取材報告も担っていた。
  - 2020年度から、木・金曜日のMCへ異動。木曜日には「今日のダレ? WHO ARE YOU?スペシャル」、金曜日には「昔の人は偉かった」を引き続き担当する。2020年10月からは、「ニュースな町の☆印」（MC担当日のオープニング直後に放送するロケ企画）の取材にも赴いていた。
  - 『おうちにいようよ（→あしたのために） ちちんぷいぷい&ミント!』（新型コロナウイルスへの感染拡大防止策の一環で2020年4月20日から5月29日まで編成）では、本来『ちちんぷいぷい』を放送する時間帯に「昔の人は偉かった　特別編」を毎日組み込んでいるため、案内役として別室からの生中継で出演。「おうちにいようよ」（上記の趣旨で制作されたMBSテレビの啓発キャンペーンCM）にも、『ちちんぷいぷい』のスタジオセットで収録されたバージョンに単独（または木曜日のアシスタント・古川圭子とのコンビ）で出演している。
  - 放送の最終週（2021年3月8 - 12日）に編成された「フィナーレウィーク」でも、11日（木曜日）・12日（金曜日）でMCを担当。12日の「グランドフィナーレ」では、毎日放送でのアナウンサー生活と番組の放送期間（21年半）が重なっていたことを念頭に置きながら、「『ぷいぷい』にはずっとお世話になっていたばかりか、アナウンサーとして育ててもらった。（2020年の初頭から続いている）コロナ（禍）で心配や不安を抱えていらっしゃる方が大勢いらっしゃる時こそ、『ちちんぷいぷい』をお届けしなければいけないのに、終わってしまうのは本当に無念です。あしたもあさっても、その次も、一緒に頑張りましょうね」というメッセージで番組を締めくくった[16]。なお、同日で最終回を迎えた「昔の人は偉かった」では、10年半にわたるくっすんとのロケで延べ7,260kmもの距離を歩いていたことが紹介されている。
- あん!（月曜、クリームパンのかぶりものをして、おいしいクリームパンを置いているパン屋を取材していた）
- バンバンバン（金曜、TBS系列全国ネット、番組開始から半年間スタジオ進行や中継サポーターを担当）
- VOICE（金曜・フィールドキャスター）
- ジャイケルマクソン（水曜・不定期）- 「芸人国勢調査」のデータマンなどで出演
- 野球などスポーツ中継・リポーター（春の選抜高校野球やニューエラボウルのリポーターに関しては現在も担当することがある）
  - 2013年9月23日（秋分の日）に『カワスポ』とのコラボレーション企画として関西ローカルで放送された『withタイガース　MBSタイガースライブ』・阪神タイガース対東京ヤクルトスワローズデーゲーム中継（阪神甲子園球場）では、若手時代以来10数年振りに、5・6回の2イニングでプロ野球公式戦の実況を担当した（「カワスポ#コラボレーション企画」を参照）。
- みんなの甲子園（選抜高等学校野球大会期間中にMBSとGAORAで放送されるハイライト番組、2009年まで山中と交互にキャスターを担当）
- 全国高校ラグビー - 関西ローカルで放送されるハイライト番組のキャスター。かつてはスポーツアナウンサーとして、テレビ・ラジオの中継にも出演。
- 吉本陸上競技会
  - 第9回（2009年）・第10回（2010年）・第12回（2012年）に総合司会、第18回（2018年）に「ちちんぷいぷい」の選手として参加（詳細前述）。
- 猟奇的な彼女（TBS制作全国ネット、第10話ゲスト出演・医師役）
- 知っとこ!（土曜・TBS系列全国ネット）- 主にリポーターを担当。2011年7月23日の放送で卒業。
- 大阪マラソン2011 走り出した情熱のランナー（2011年10月30日、第1回大阪マラソンの生中継を兼ねた特別番組） - 『ちちんぷいぷい』のスタジオから総合司会を担当
- プリ♥プリ（金曜日、番組開始から2012年6月8日まで）- 「はたらくプリメン」でナレーターを担当
- カワスポ　→　月刊カワスポ - メインMC（2013年4月 -　2014年9月）- テレビでは自身初の冠レギュラー番組
- 遺品整理人 谷崎藍子（MBSテレビ・TBSテレビの共同制作による『月曜ゴールデン』枠の2時間ドラマ）シリーズ
  - 第1作（2010年5月24日）：架空のワイドショー番組のリポーター役
  - 第4作（2014年1月20日）：劇中で殺害された弁護士・中森伸也（演：宮川一朗太）がレギュラーで出演していた架空のワイドショー番組の司会者役
- 痛快!明石家電視台「MBSアナウンサー26人大集合スペシャル」（2014年・2015年、アナウンサーの1人としてゲストで出演）
- VVヴィッセル（2014年7月 - 11月および2015年4月 - 11月にMBSとGAORAで放送されたヴィッセル神戸の情報番組）- MC
- MBS開局65周年記念特別番組　「アートの日」アーッと驚く!カンサ偉ジン博覧会（2017年3月25日[17]） - 進行役
- 水野真紀の魔法のレストランシリーズ（2017年4月19日 - 2021年3月10日）
  - 「ミスらん」（『水野真紀の魔法のレストランR』として放送されていた2017年4月改編からのグルメロケ企画）に進行役として同行するほか、ナレーターを担当。水曜日に放送されることから、2017年4月以降の『ちちんぷいぷい』水曜日には、当日放送予定の企画の概要を告知する目的でエンディングにのみスタジオへ登場することがある。
  - 2019年4月から当番組と『ちちんぷいぷい』の間に『ミント!』をはさむ編成に変わったため、2019年度の水曜日には、放送上『ちちんぷいぷい』に続いて登場していた。『ミント!』の後継番組に当たる『よんチャンTV』で全曜日のパーソナリティを務めることに伴って、2021年3月放送分で卒業。
- お天気バラエティー　屋根の上から人間観測（2017年9月9日、生放送によるMBSテレビ制作のTBS系列全国ネット番組） - リポーター
- サントリー1万人の第九（2019年）
  - 2019年からくっすん・松浦景子と共に「第九アンバサダー」へ起用されたことを機に、同年の第37回公演で司会を単独で担当。毎日放送から男性の現職アナウンサーが司会に起用された事例は、第15回公演（1997年）で野村啓司が岩城潤子（いずれも入社時の先輩アナウンサー）とのコンビで務めて以来22年振り、単独での起用は第9回公演（1991年）での平松以来29年振りである。
- 山村美紗トラベルミステリー「鉄道警察官 捜査ファイル」（MBSテレビ・TBSテレビの共同制作で2020年[18]に放送） - 「新人デザインコンクール」という架空イベント[19]の司会者役
- コトノハ図鑑（不定期）
  - 所属する毎日放送アナウンサー室の企画で、2018年7月から2020年3月まで『コトノハ図鑑』（事前収録のレギュラー番組）として放送された後に、2020年4月から2021年3月まで「へぇ～のコトノハ」（『ちちんぷいぷい』（自身がMCを担当しない月・水曜日→水曜日のレギュラーコーナー）へ移行。『コトノハ図鑑』の最終回（2020年3月29日）では、「へぇ～のコトノハ」の告知を兼ねて、山中とのコンビで進行を担当した。「へぇ～のコトノハ」では調査を担当しなかったが、2021年1月1日放送の『新春スペシャル』では、山中と共に司会を務めている。
  - 母体企画に当たる「MBSアナウンサー　コトノハ　ものがたりの世界」（毎日放送アナウンサー室の主催で1995年から年に1回のペースで開かれるアナウンサーの朗読イベント）では、このタイトルでの開催を始めた2017年頃から「リーダー」を務めている。『コトノハ図鑑』でも、企画業務の中核を担っていた。
- 朝生ワイド　す・またん（読売テレビ、2023年2月24日）
  - フルマラソンに初めて挑戦する大阪マラソン第11回大会・一般の部（2023年2月26日）の開催に際して、関西ローカル向けの生中継を含めた特別番組の制作を毎日放送と読売テレビが分担することに伴うコラボレーション企画の一環で、「らいよんチャン」の着ぐるみと揃って『よんチャンTV』の本番前（午前5時台に編成されていた「大阪マラソンスペシャル」）にゲスト出演。MCを務めていた佐藤佳奈（読売テレビアナウンサー）も番組を代表してこの大会に参加することから、当日の『よんチャンTV』（17時台後半の関西ローカルパート）には佐藤をゲストに迎えている[20]。

以下の番組には、『ちちんぷいぷい』の「昔の人は偉かった」のロケで岡山・広島両県を行脚中の2013年1月以降に、くっすんと共に飛び入りで出演。
- RSKイブニング5時（山陽放送、2013年1月21日に岡山・香川両県向けに生放送） [21]
- アォーン!（中国放送、2013年3月15日に広島ローカルで放送）[22]
- イマなま3チャンネル（中国放送、2013年4月1日に広島ローカルで放送）[23]

#### ラジオ
- ハリガネ・MEGUMIのロックな時間（土曜）
- 花子・2丁拳銃のまだまだこどもの時間（金曜）
- ありがとう浜村淳です（選抜高校野球期間中の浜村淳の代理）
- Bサンデー
  - ロザン（宇治原史規・菅広文）と大石昌良（Sound Schedule）がパーソナリティを務めていた生放送番組で、当時の先輩アナウンサーだった大月と交互に「クイズ!宇治原を倒せ」のMCを担当。『よんチャンTV』では、ロザンが火曜日にレギュラーで出演しているほか、番組のスタートに際して大石が「嗚呼、素晴らしき日常」（オープニングテーマ曲）と「ただいま」（エンディングテーマ曲）を書き下ろしている。
- ヤマナカワタ（木曜）
  - MBSどっと!アナ「魁!やまなかわた」（水曜）
- MBSサウンドキングダム（木曜）
- 毎日放送ダイナミックナイター（現在の『MBSベースボールパーク』） - ベンチリポーターとしての出演のみで、実況の経験がないまま、スポーツ中継の担当から外れたとのこと[24]。
- 西靖&桜井一枝のわくわく土曜リクエスト - 西の休暇時にパーソナリティ代理を担当。これが縁で、「桜井チルドレンの長男」とみなされている西に続いて、放送上「桜井チルドレンの次男」と呼ばれている。
- 河田直也&桜井一枝のうきうき土曜リクエスト（2010年4月 - 2017年3月18日）- 「河田直也の60日間ほぼ世界一周 昔の人は偉かったザ・ワールド」期間中にも、渡航先から電話で随時出演。帰国翌日（2011年9月24日）に放送の「うきうき土曜リクエスト　延長スペシャル」からパーソナリティに復帰した。
- MBSヤングタウン土曜日（さんまのヤンタン）（土曜、2010年6月5日〜10月2日） - 「高橋愛はカミません!」コーナーの早口言葉出題ナレーションを担当していた。
- MBSうたぐみ Smile×Songs（水曜）- 番組開始からパーソナリティを務めてきたが、2010年9月末の放送で卒業。
- 2011年大予測ドラマ「新木裕晴の恋」〜2011年はこんな年になりまする〜（2011年1月1日、ラジオドラマ） - 主演・新木祐晴役
- MBSたびぐみ　とっておき旅ラジオ（2009年度からのナイターオフ番組）- 2009年度から、パーソナリティ代理やスペシャルゲストとして数回出演。2011年1月13日（木曜日）の放送から、インドへの旅に出た山中の代役で同曜日のパーソナリティを担当。
- 情報どっか〜んライブ!ホームランラジオ（2011年度のナイターオフ番組 、火曜パーソナリティ）- 番組内では毎週、「河田直也の60日間ほぼ世界一周 昔の人は偉かったザ・ワールド」でのエピソードを披露していた。
- THE NAKAJIMA HIROTO SHOW 802 RADIO MASTERS（2011年以降、FM802）- 前述
- withタイガース　カワスポサタデー運動部! - メインパーソナリティ（2013年度のナイターオフ番組）- 「『カワスポ』のラジオ版」に当たる生放送番組で、直前まで放送される『うきうき土曜リクエスト』のパーソナリティと兼務。
- 松井愛のすこ〜し愛して♥（不定期）
  - 2017年8月16日と2018年8月15日に、メインパーソナリティで後輩アナウンサーの松井愛が夏季休暇に入っていたため、『河田直也のすこ〜し愛して♥』というタイトルでパーソナリティ代理として全編へ出演した。
- スマラジw金曜日「ナジャとアナの虹色レインボー」（2016年12月2日、パートナー）
- 日本盛プレゼンツ 居酒屋阿希子（2017年9月16日・23日・30日）
  - 「MBSアナウンサー貸切営業」という特別企画で、後輩のアナウンサーと共にゲストで出演[25]。
- ナジャ・グランディーバのレツゴーフライデー（2017年12月15日） - 『虹色レインボー』の後継番組で、「ナジャじゃジャーナル」（18時台）のキャスターを担当。
- 香西かおり 大人のか・お・り（2018年1月7日・14日、毎週日曜日24:30 - 25:00） - 1月21日放送分の第3回からは、後輩アナウンサーの金山泉が、河田に代わるパートナーとしてレギュラーで出演。
- 桜井一枝&井上雅雄のるんるん土曜リクエスト（2018年1月13日・2月10日） - 前番組の『うきうき土曜リクエスト』から引き継がれた「鍵盤ハーモニカクイズ」に、出題役（演奏ゲスト）として出演。
- 福島のぶひろの、金曜でいいんじゃない?（2019年11月8日） - 『ちちんぷいぷい』の司会を終えてから、「入ってもらって、いいんじゃない?」（17時台前半のゲストコーナー）に出演。毎日放送の現役アナウンサーからのゲスト出演は初めてだった。
- あどりぶラヂオ（2020年の初回＝1月1日未明放送分からパーソナリティを随時担当）
- 石井亮次と福島暢啓のフダンギダンギ。（2022年1月31日）
  - 当日（月曜日20:00から）の生放送に出演を予定していた福島に新型コロナウイルスへの感染が確認されたことを受けて、『よんチャンTV』の本番終了後に福島の代理として石井と共演。
- Mラジ　こどもスマイル学園×こども音楽コンクール（2022年9月17日）
  - 「Mラジ」（MBSラジオ）が新日本放送時代の1953年にこども音楽コンクールを始めてから2023年で70年目を迎えることを前に、コンクールの歴史を振り返る趣旨で制作された特別番組で、かつて『土曜リクエスト』シリーズを放送していた時間帯（13:59 - 16:40）に生放送。近藤光史（毎日放送出身のフリーアナウンサー）・先輩アナウンサーの松井愛といった「生徒」を相手に、「臨時担任」（進行役）として出演した。
  - 母体になった週1回放送のレギュラー番組（『MBSこども音楽コンクール』）では、新日本放送→毎日放送の（主に若手）アナウンサーが代々パーソナリティを務めているが、河田・近藤・松井とも担当の経験がない（当該項で詳述）。

### 実写映画
- あまろっく（2024年） - 毎日放送が製作幹事団体に名を連ねていたことを背景に、劇中に映るテレビの画面で架空の天気予報を伝えるアナウンサー役で出演（毎日放送本社内のニューススタジオで撮影）。

## 関連人物
- 角淳一
- 高井美紀
- U.K. - 『ちちんぷいぷい』には「くっすん」という名義で出演
- 桂ざこば
- 月亭八光
- オセロ
  - 中島知子
  - 松嶋尚美
- 中尾彬
- 宇都宮まき
- 吉竹史
- 伊藤広
- 石井亮次